# アンクル・アルバート〜ハルセイ提督
「アンクル・アルバート〜ハルセイ提督」(Uncle Albert/Admiral Halsey)は、1971年にポール&リンダ・マッカートニーが発表した楽曲、および同曲が収録されたシングル。

## 解説
アルバム『ラム』から北米・南米・オセアニア地域でシングルとしてリリースされた。ソロとして初の全米1位を獲得している。B面には、同アルバムのオープニングを飾る「トゥ・メニー・ピープル」が収録された。
本作は、ビートルズが1969年に発売したアルバム『アビイ・ロード』のB面に収録されたメドレーと同様に、いくつかの未完成の楽曲の断片を繋ぎ合わせて完成させている。
ビルボード（Billbaord）誌では、1971年9月4日付のBillboard Hot 100でソロ名義では初の首位を獲得し、年間ランキングでは第22位を獲得。また、キャッシュボックス誌でも、同年9月25日付で第1位を獲得し、年間ランキング第30位を記録した。
1972年度のグラミー賞で最優秀編曲賞、最優秀歌唱賞を獲得。
ポール・マッカートニーは、アメリカのジャーナリストに「ハルゼー提督に関しては、彼はあなたの一人であり、アメリカの提督です」と、ウィリアム・ハルゼー・ジュニアに言及している。この曲の「アルバートおじさん」の部分を、彼の世代から上の世代への謝罪であり、ハルゼー提督は無視されるべき権威主義的な人物であると述べ、さらに「『Hands across the water/Heads across the sky』は、リンダと私がアメリカ人でありイギリス人であることを指している」と説明している
。

## 収録曲
| #         | タイトル                                                            | 作詞・作曲                                    | 時間 |
| --------- | ------------------------------------------------------------------- | --------------------------------------------- | ---- |
| 1.        | 「アンクル・アルバート〜ハルセイ提督」(Uncle Albert/Admiral Halsey) | ポール・マッカートニー リンダ・マッカートニー | 4:47 |
| 2.        | 「トゥ・メニー・ピープル」(Too Many People)                         | ポール・マッカートニー                        | 4:15 |
| 合計時間: | 合計時間:                                                           | 合計時間:                                     | 9:02 |

## 演奏者
- ポール・マッカートニー - リード・ボーカル、バッキング・ボーカル、アコースティック・ギター、ベースギター、ピアノ
- リンダ・マッカートニー - バッキング・ボーカル
- ヒュー・マクラッケン - アコースティック・ギター、エレクトリック・ギター
- デニー・シーウェル - ドラムス、パーカッション、シェーカー、カウベル
- マーヴィン・スタム - フリューゲルホルン (#1)
- メル・デイヴィス - ブラス (#1)
- レイ・クリサラ - ブラス (#1)
- スヌーキー・ヤング - ブラス (#1)
- デヴィッド・ナディエン - ヴァイオリン (#1)
- ポール・ビーバー - シンセサイザー (#1)
- ニューヨーク・フィルハーモニック・オーケストラ - ストリングス (#1)
- ジョージ・マーティン - オーケストラ編曲、指揮 (#1)